# Барташка, Ноюс
Ноюс Барташка (лит. Nojus Bartaška), также известен как Бартас (лит. Bartas), — молодой литовский певец, в 2010 г. принявший участие в конкурсе Детское Евровидение 2010. С песней «Oki-Doki», которую исполнил Бартас, он занял шестое место с 67-ю очками.

## Биографическая справка
Ноюс Барташка родился в семье, члены которой уже обладали музыкальными задатками и сценическим мастерством. В 2000 г. Ноюс получил первый опыт публичного выступления на сцене, спев с отцом песенку «Tevelio pasaka». Являлся членом поп-групп Ca-Ca и Saules Vaikai. Участвовал в мюзиклах «Карлик Нос», «Звуки музыки», «Марица». Одно из главных профессиональных достижений Ноюса — исполнение роли Маленького Принца в оперной постановке «Маленький принц» в Литовском национальном театре оперы и балета. 26 сентября 2010 г. он выиграл национальный отбор на Конкурс детской песни Евровидение с песней «Oki-Doki», благодаря чему представлял Литву в финале 20 ноября в Минске. Там он занял шестое место. Позднее он продолжил выступать как сольно, так и дуэтами на различных мероприятиях.